# علم ألبانيا
علم ألبانيا هو علم أحمر اللون يحتوي في الوسط على رسم لنسر أسود له رأسين. استعمل العلم الحالي لألبانيا أول مرة في 7 أبريل 1992. العلم الذي استخدم قبله لإمارة ألبانيا منذ عام 1946 كان مطابقاً للعلم الحالي مع وجود نجمة صفراء اللون في أعلى رسم النسر.
يعود أصل العلم إلى البطل القومي إسكندر بك الذي حارب الأتراك في القرن الخامس عشر.